# Fourmagnac
 Fourmagnac  (en occitano Formanhac) es una población y comuna francesa, situada en la región de Mediodía-Pirineos, departamento de Lot, en el distrito de Figeac y cantón de Figeac-Ouest.

## Demografía
| 114 | 107 | 103 | 110 | 110 | 106 |
| Para los censos de 1962 a 1999 la población legal corresponde a la población sin duplicidades (Fuente: INSEE [Consultar]) |     |     |     |     |     |